# Domdidier
Domdidier (toponimo francese) è una frazione di 3064 abitanti del comune svizzero di Belmont-Broye, nel Canton Friburgo (distretto della Broye).

## Storia

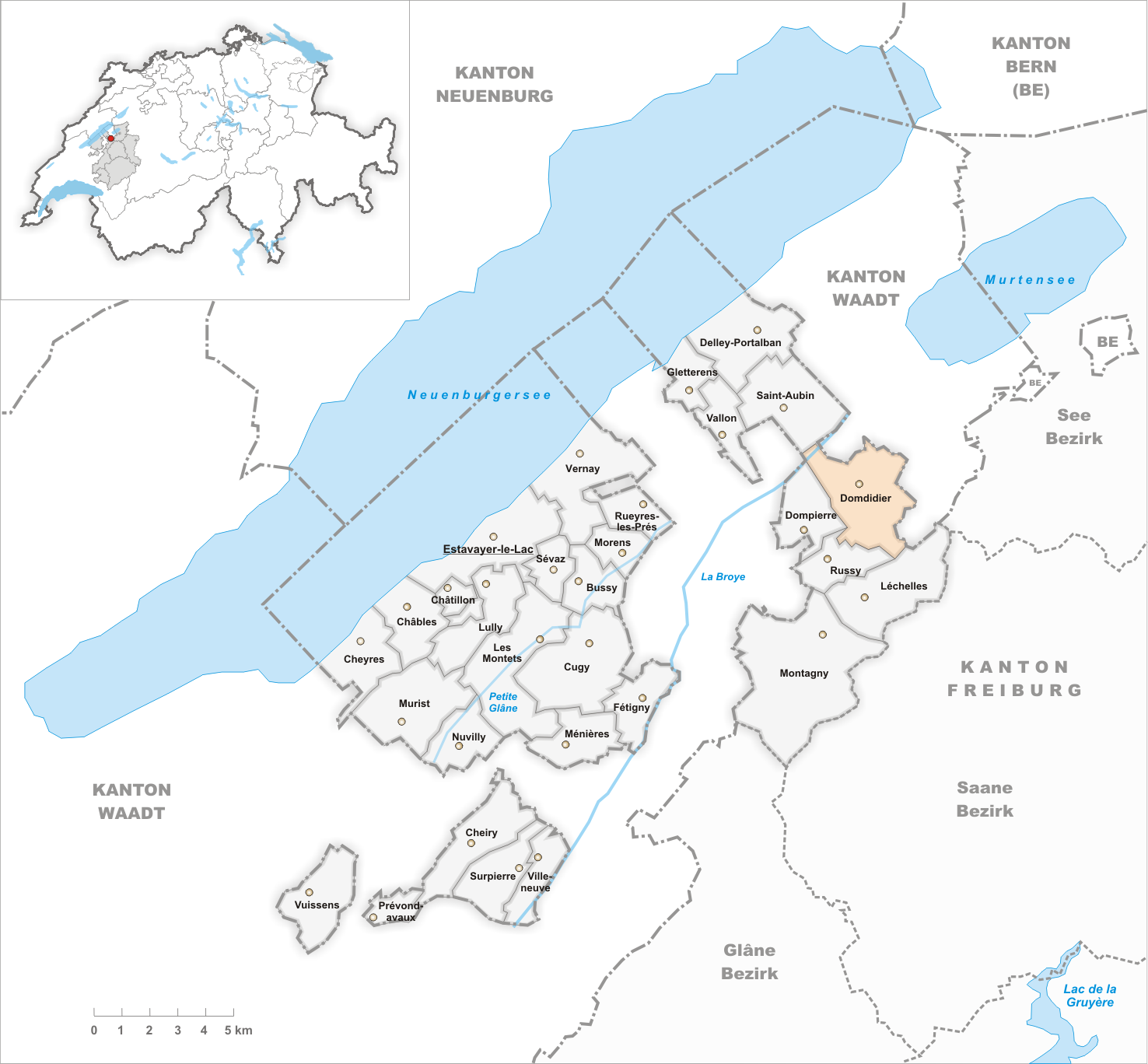
Il territorio del comune di Domdidier prima degli accorpamenti comunali del 2016

Già comune autonomo che si estendeva per 8,96 km² e che comprendeva anche le frazioni di Eissy e Granges-Rothey, il 1º gennaio 2016 è stato accorpato agli altri comuni soppressi di Dompierre, Léchelles e Russy per formare il nuovo comune di Belmont-Broye, del quale Domdidier è il capoluogo.

## Monumenti e luoghi d'interesse

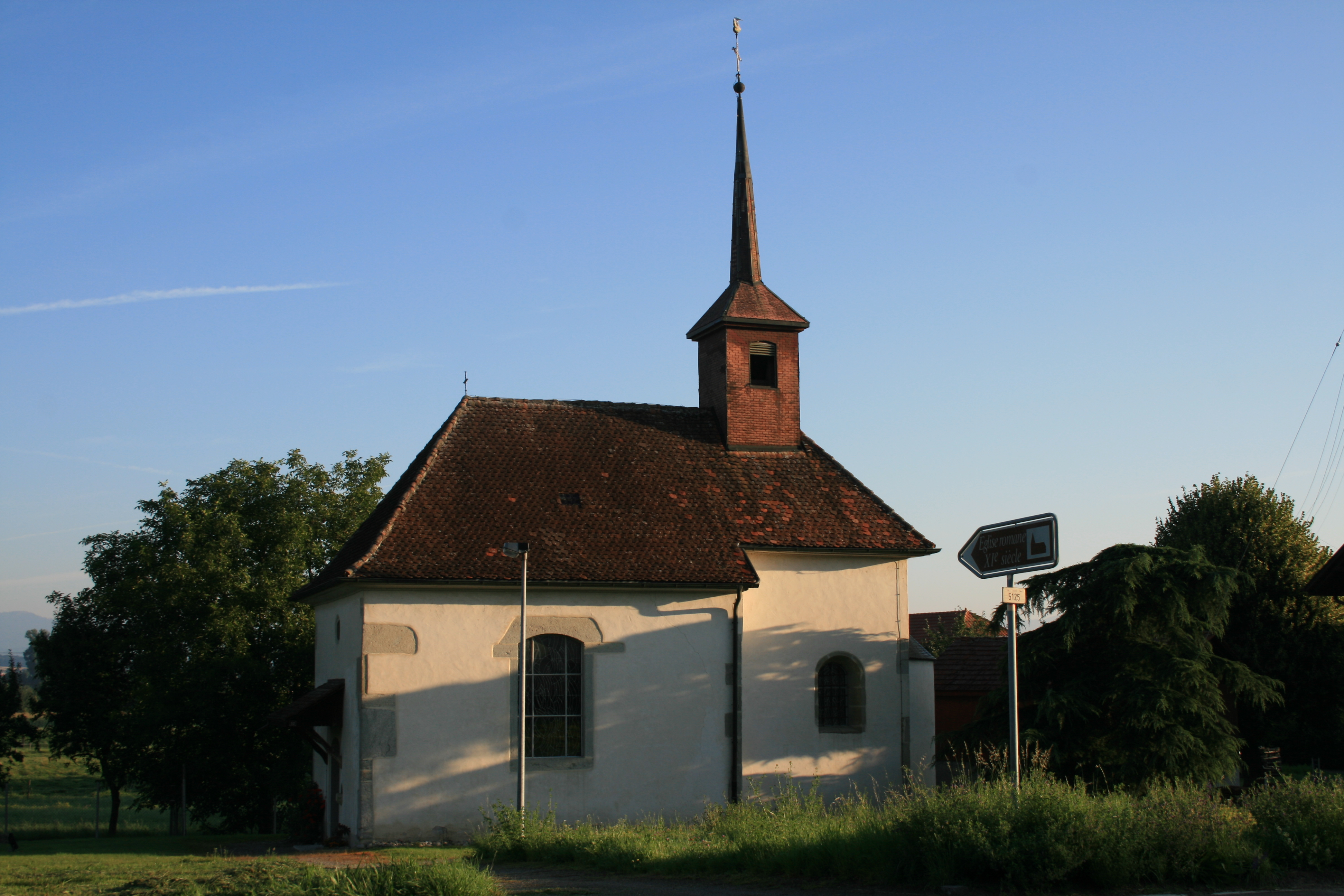
La chiesa cattolica di Nostra Signora

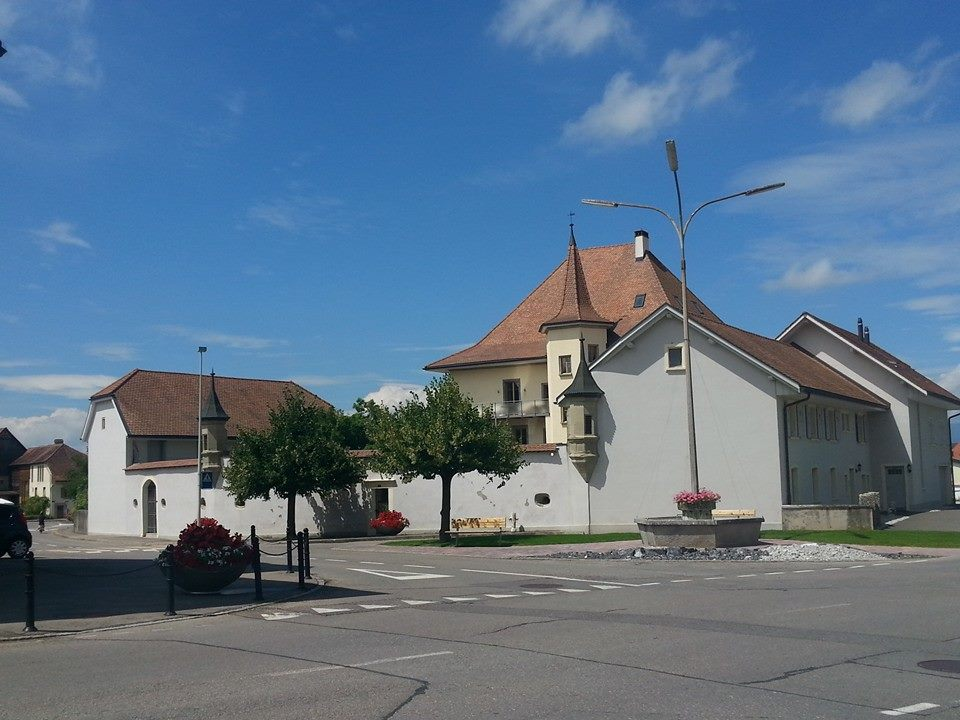
Il castello di Domdidier

- Chiesa cattolica di Nostra Signora (già di San Didier), eretta nel V-VI secolo e ricostruita nel 1100 circa, nel 1489 e nel 1837-1842[1];
- Castello di Domdidier.

## Società

### Evoluzione demografica
L'evoluzione demografica è riportata nella seguente tabella:
Abitanti censiti

## Infrastrutture e trasporti
Domdidier è servito dall'omonima stazione sulla ferrovia Palézieux-Lyss.

## Amministrazione
Ogni famiglia originaria del luogo fa parte del comune patriziale che ha la responsabilità della manutenzione di ogni bene comune.